# Asplenium longmenense
Asplenium longmenense là một loài dương xỉ trong họ Aspleniaceae. Loài này được Z. R. Wang & K.Q. Wang mô tả khoa học đầu tiên.
Danh pháp khoa học của loài này chưa được làm sáng tỏ. 